# Lovale

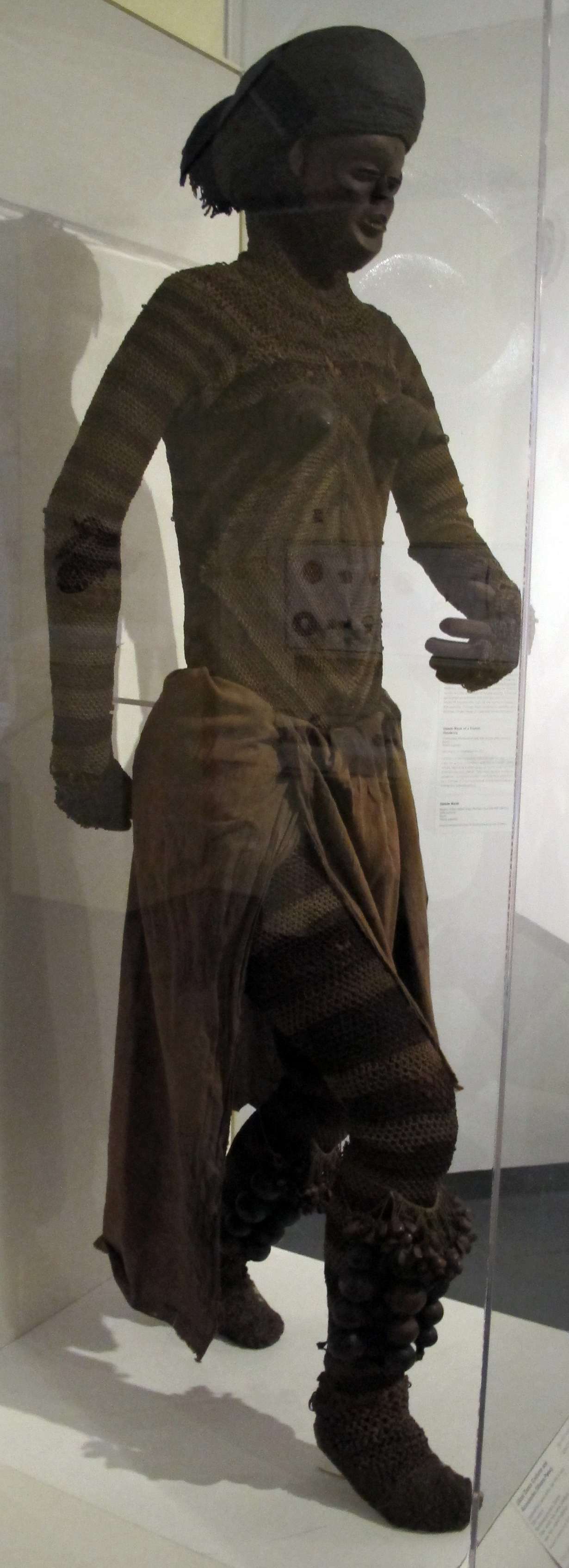
Vestuario y accesorios usados por los Lovale para la danza Likishi.

Los Lovale son un grupo étnico de unos 100.000 individuos que viven en el noroeste de Zambia. Hablan lovale y profesan tanto el cristianismo como las religiones tradicionales. Las ceremonias de iniciación lovale para chicas y chicos incluyen danzantes enmascarados que representan a varios espíritus. Son primordialmente pescadores y cazadores, pero también cultivan mandioca.
- Datos: Q602958
- Multimedia: Luvale people / Q602958